# Juan Besuzzo
Juan Bautista Besuzzo – piłkarz urugwajski, bramkarz.
Jako piłkarz klubu Montevideo Wanderers wziął udział w turnieju Copa América 1937, gdzie Urugwaj zajął czwarte miejsce. Besuzzo zagrał w czterech meczach - z Paragwajem (stracił 4 bramki), Peru (zastąpił w drugiej połowie Enrique Ballesterosa - nie stracił bramki), Chile (stracił 3 bramki) i Argentyną (zastąpił w drugiej połowie Ballesterosa - stracił 2 bramki).
Po turnieju przeniósł się do Argentyny, gdzie w latach 1938–1939 rozegrał 40 meczów w barwach klubu River Plate. Następnie przeszedł do CA Banfield, w którym w od 1940 do 1942 roku rozegrał 63 mecze.
Besuzzo od 9 sierpnia 1936 roku do 18 czerwca 1938 roku rozegrał w reprezentacji Urugwaju 9 meczów w których stracił 20 bramek.